# 여의도환승센터

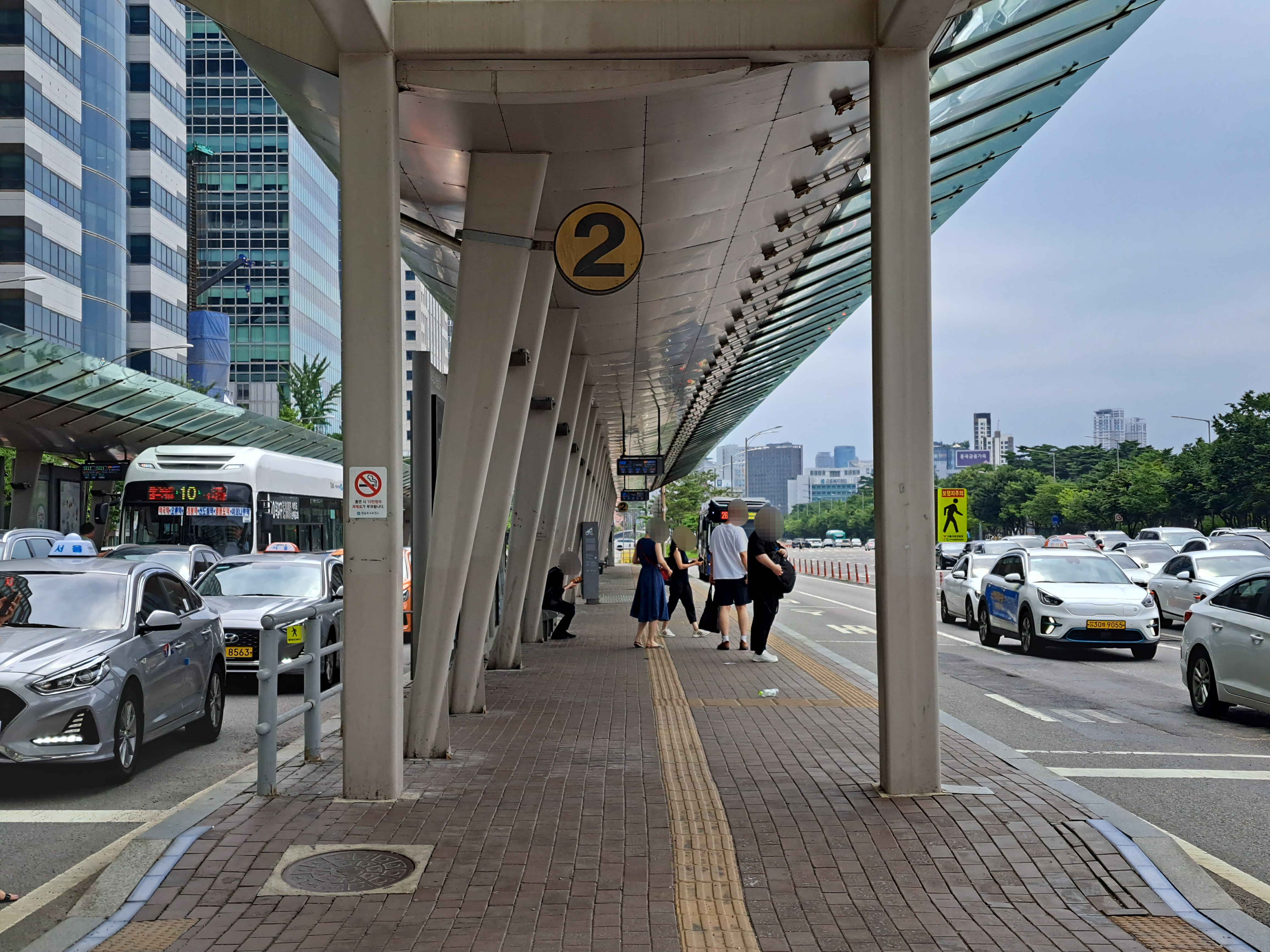
여의도환승센터 2번승강장

여의도환승센터는 서울특별시 영등포구 여의도동에 위치한 시내버스 환승센터다.

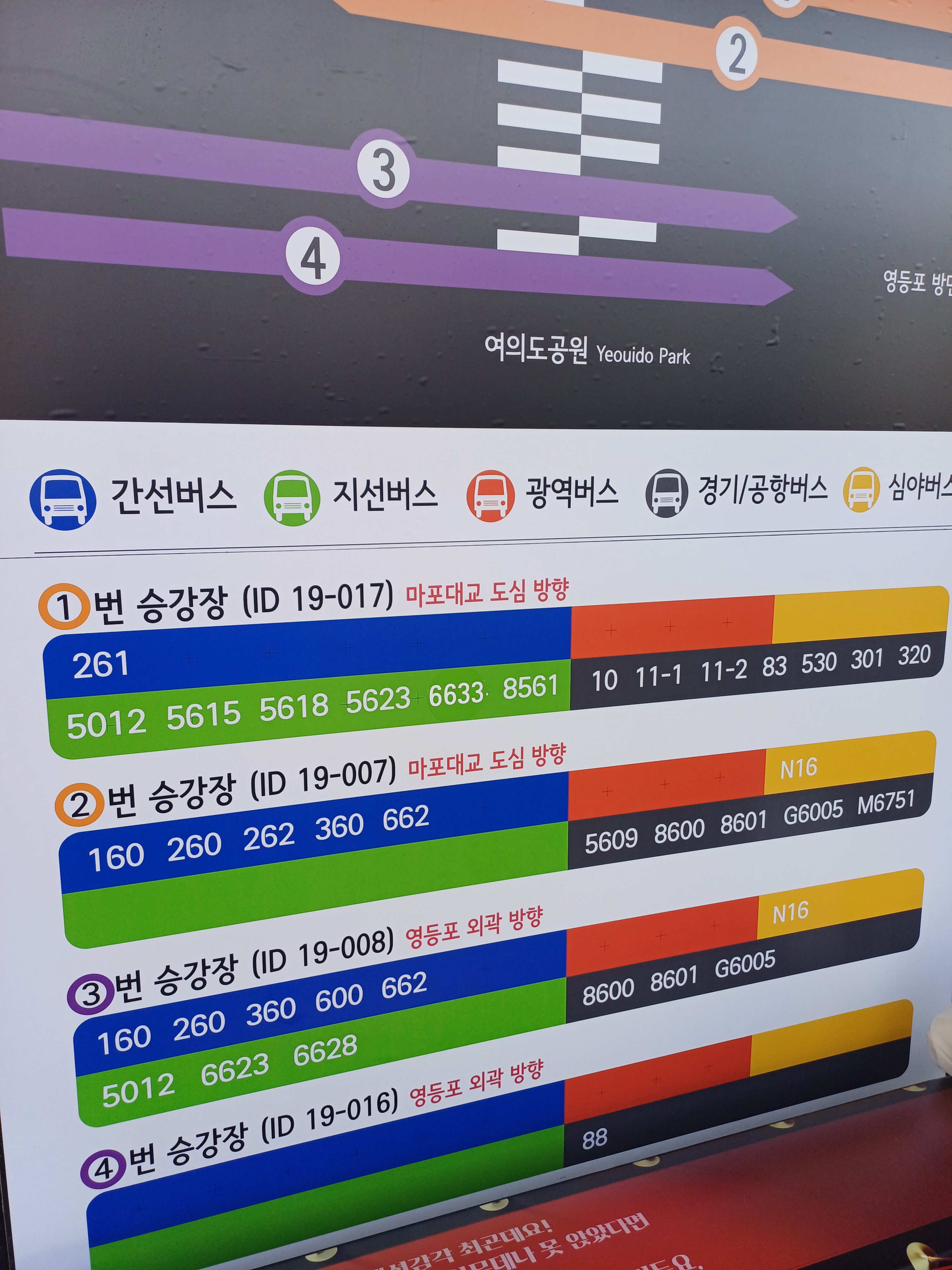
여의도버스환승센터 표지판

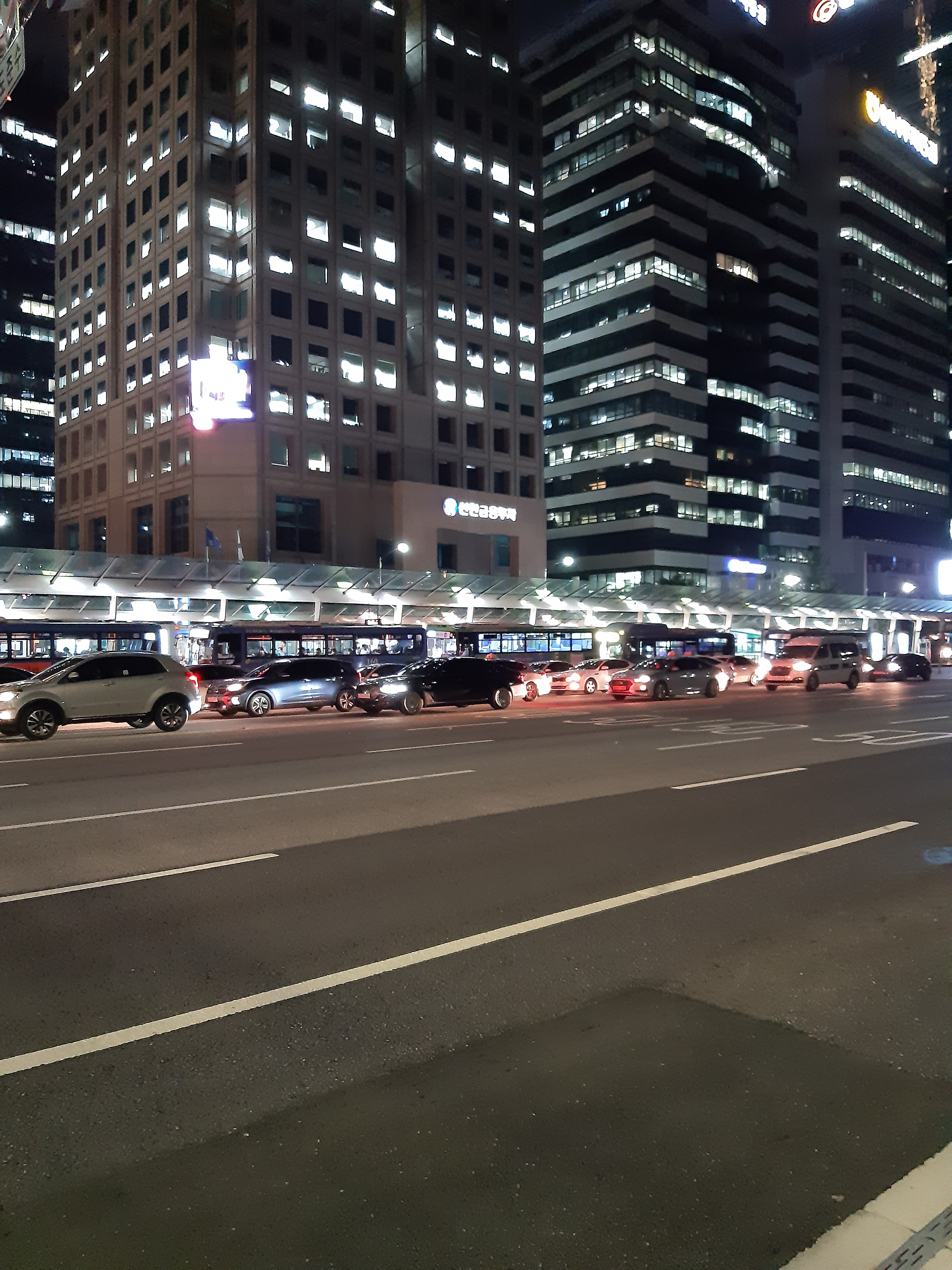
여의도환승센터

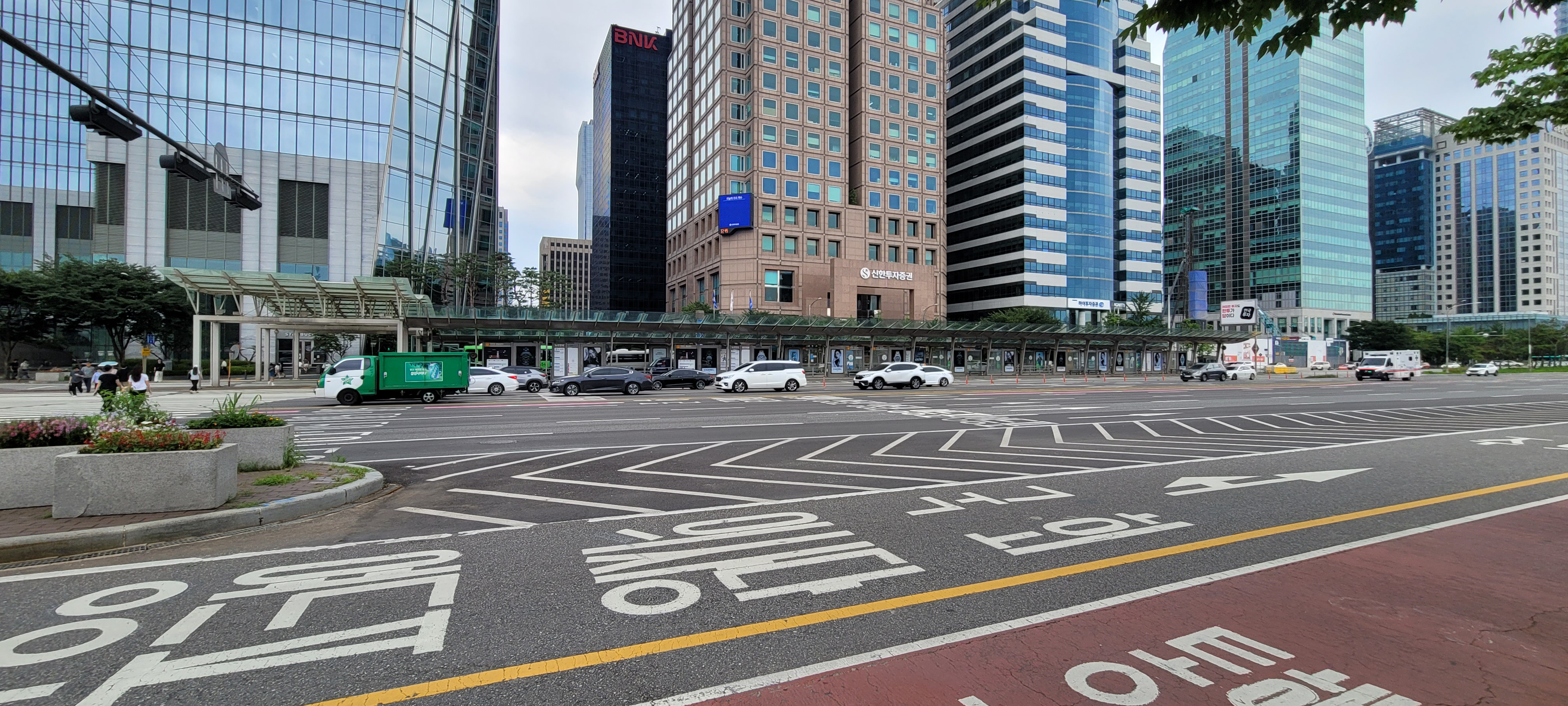
여의도환승센터 1,2번승강장

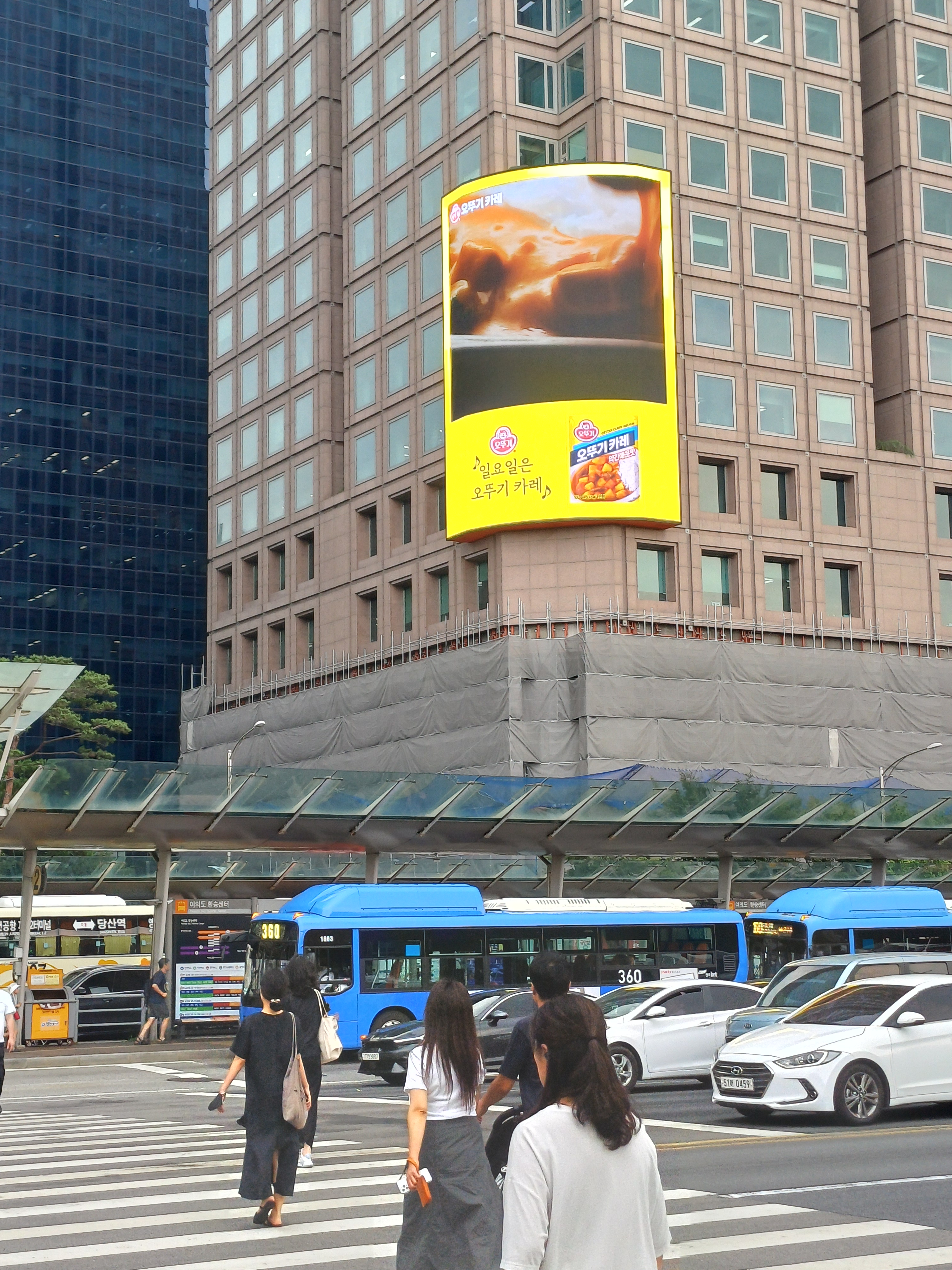
여의도환승센터

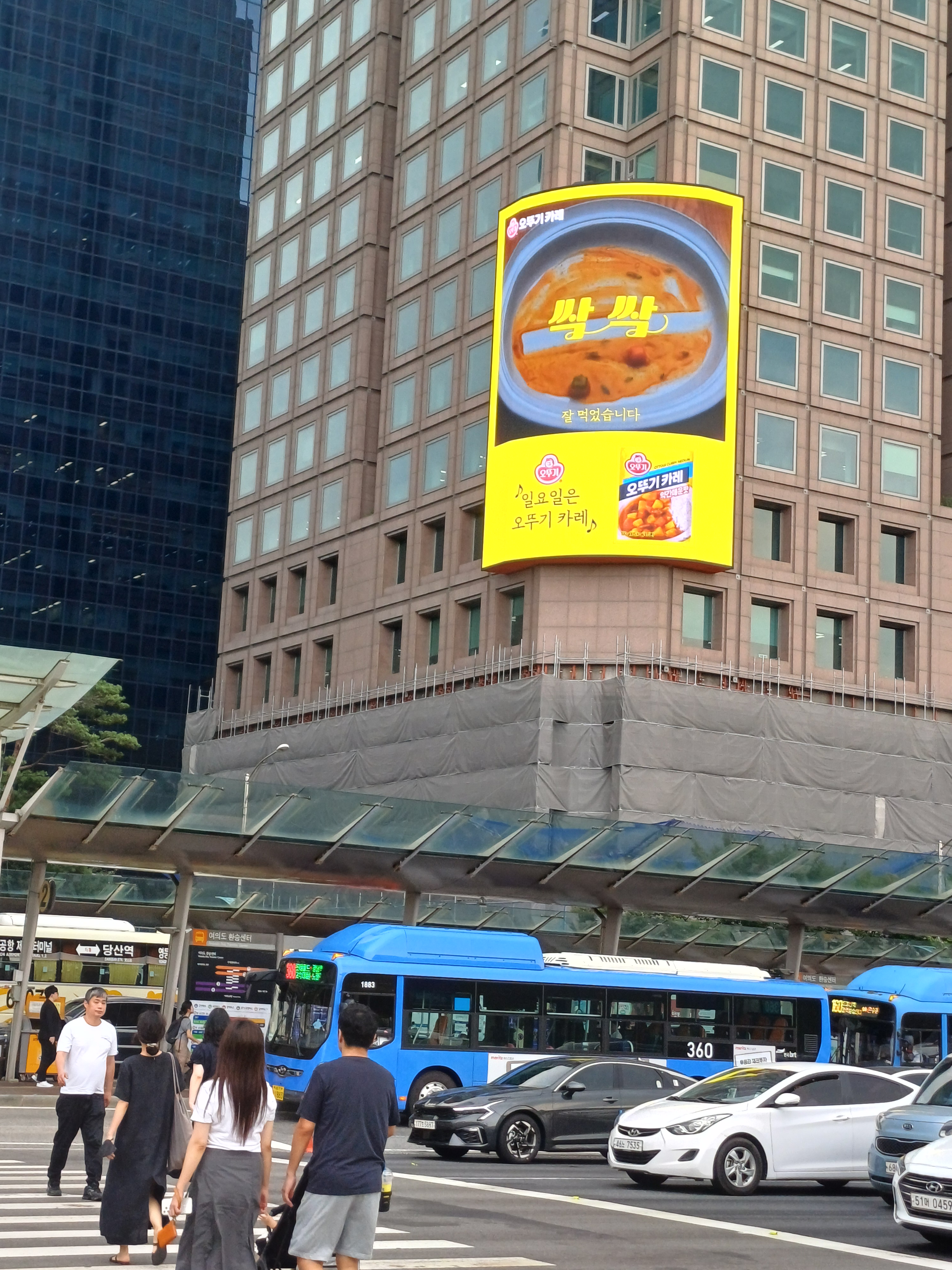
정차중인 한국비알티자동차 소속 360번 버스

## 연혁
- 2005년 7월 10일: 운영 개시[1][2]

## 승강장

### 1번 (마포대교방면)
- ● 서울특별시 간선버스 : 261번 상진운수 차고지 방면
- ● 서울특별시 지선버스 : 5012번 용산역 방면
- ● 서울특별시 지선버스 : 5615번 난곡동 방면
- ● 서울특별시 지선버스 : 5618번 구로동 방면
- ● 서울특별시 지선버스 : 5623번 군포차고지 방면
- ● 서울특별시 지선버스 : 6633번 개화역광역환승센터 방면
- ● 경기도 도시형버스 : 10번 부천옥길지구 방면
- ● 경기도 도시형버스 : 11-1번 중앙하이츠아파트 방면
- ● 경기도 도시형버스 : 11-2번 소하동 광명동굴 방면
- ● 경기도 도시형버스 : 83번 대장공영차고지 방면
- ● 경기도 도시형버스 : 530번 시흥능곡동 방면
- ● 경기도 좌석버스 301번 본오아파트 방면
- ● 경기도 좌석버스 320번 반월공단 방면

### 2번 (마포대교방면)
- ● 서울특별시 간선버스 : 160번 차고지 방면
- ● 서울특별시 간선버스 : N16번 차고지 방면
- ● 서울특별시 간선버스 : 260번 중랑차고지 방면
- ● 서울특별시 간선버스 : 262번 중랑차고지 방면
- ● 서울특별시 간선버스 : 360번 여의나루 방면
- ● 서울특별시 간선버스 : 662번 여의나루 방면
- ● 서울특별시 지선버스 : 8671번 아현초등학교 방면
- ● 경기도 직행좌석버스 : 5609번 새솔고 방면
- ● 김포시 간선급행버스 : 8600번 시청역 방면
- ● 김포시 간선급행버스 : 8601번 시청역 방면
- ● 김포시 간선급행버스 : G6005번 시청역 방면
- ● 국토교통부의 광역급행버스 : M6751번 공덕오거리 방면

### 3번 (영등포역방면)
- ● 서울특별시 간선버스 : 160번 구로역, 온수동 방면
- ● 서울특별시 간선버스 : N16번 구로역, 온수동 방면
- ● 서울특별시 간선버스 : 260번 국회의사당 방면
- ● 서울특별시 간선버스 : 360번 복정역 방면
- ● 서울특별시 간선버스 : 662번 외발산동 방면
- ● 서울특별시 지선버스 : 5012번 가산동 방면
- ● 서울특별시 지선버스 : 6623번 양천차고지 방면
- ● 서울특별시 지선버스 : 6628번 외발산동 방면
- ● 서울특별시 지선버스 : 8671번 문래동 방면
- ● 김포시 간선급행버스 : 8600번 고다니8단지 방면
- ● 김포시 간선급행버스 : 8601번 향동해병2사단 방면
- ● 김포시 간선급행버스 : G6005번 홈플러스.산림조합 방면

### 4번 (영등포역방면)
- ● 경기도 도시형버스 : 88번 대장공영차고지 방면

## 같이 보기
- 서울특별시의 시내버스
- 경기도의 시내버스
- ● 신안산선(예정)
- 46번국도
- IFC몰 (서울)
- 더현대 서울